# Sherri Saum
Sherri Saum (Dayton, 1º ottobre 1974) è un'attrice e modella statunitense.

## Biografia
Nata da madre tedesca e padre afroamericano, la Saum entrò a far parte del cast della soap opera Sunset Beach nel 1997, interpretando per due anni il ruolo di Vanessa Hart. Per questo ruolo è stata nominata nel 1999 al premio Emmy come migliore attrice giovane in una serie drammatica. Nel 2003 debuttò nel cinema, interpretando un ruolo in Anne B. Real. Successivamente apparve in altre serie televisive, come Rescue Me, In Treatment e Gossip Girl. Da giugno 2013 è una delle protagoniste della serie TV The Fosters, in onda su ABC Family e prodotta da Jennifer Lopez.

## Filmografia parziale

### Cinema
- Anne B. Real, regia di Lisa France (2003)
- Finding Home, regia di Lawrence D. Foldes (2003)
- Love & Suicide, regia di Lisa France (2005)

### Televisione
- Sunset Beach – serial TV, 255 puntate (1997-1999)
- Beggars and Choosers – serie TV, 28 episodi (1999-2001)
- Girlfriends – serie TV, 1 episodio (2000)
- Streghe (Charmed) – serie TV, 1 episodio (2001)
- Una vita da vivere (One Life to Live) – serial TV, 1 puntata (2001)
- Law & Order - Il verdetto (Law & Order: Trial by Jury) – serie TV, 1 episodio (2005)
- Drift – serie TV, 1 episodio (2006)
- Love Monkey – serie TV, 1 episodio (2006)
- Law & Order: Criminal Intent – serie TV, 1 episodio (2006)
- Rescue Me – serie TV, 15 episodi (2006-2007)
- In Treatment – serie TV, 4 episodi (2006-2007)
- Army Wives – serie TV, 1 episodio (2007)
- Gossip Girl – serie TV, 1 episodio (2010)
- Body of Proof – serie TV, episodio 1x02 (2011)
- Unforgettable – serie TV, 1 episodio (2011)
- Lie to Me – serie TV, 1 episodio (2011)
- The Fosters – serie TV, 104 episodi (2013-2018)
- Law & Order - Unità vittime speciali (Law & Order: Special Victims Unit) – serie TV, 2 episodi (2014-2022)
- Le regole del delitto perfetto (How to Get Away with Murder) – serie TV, 1 episodio (2015)
- Good Trouble – serie TV (2019-2024)
- Roswell, New Mexico – serie TV, 5 episodi (2019-2022)
- Locke & Key – serie TV, 18 episodi (2020-2022)
- Grey's Anatomy – serie TV, episodi 16x19-17x09 (2020-2021)
- Power Book II: Ghost – serie TV, 6 episodi (2020-2022)
- CSI: Vegas – serie TV, 3 episodi (2022)

## Riconoscimenti
- Premio Emmy
  - 1999 – Candidatura per la migliore attrice giovane in una serie drammatica per Sunset Beach[2]

## Doppiatrici italiane
Nelle versioni in italiano delle opere in cui ha recitato, Sherri Saum è stata doppiata da:
- Laura Lenghi in The Fosters, Good Trouble, Locke & Key
- Sabrina Duranti in Law & Order - Il verdetto
- Roberta Bosetti in Law & Order: Criminal Intent
- Barbara De Bortoli in In Treatment
- Laura Romano in Roswell, New Mexico
- Stella Musy in CSI: NY
- Raffaella Castelli ne Le regole del delitto perfetto
- Roberta Pellini in Code Black
- Claudia Catani in Grey's Anatomy
- Francesca Zavaglia in CSI: Vegas